# L'Humanité
L'Humanité (La Humanidad), o en su forma abreviada y coloquial, L'Huma, es un diario francés, fundado en 1904 por el dirigente socialista Jean Jaurès. En 1920, tras la escisión entre el SFIO y el Partido Comunista Francés, L'Humanité pasó a ser órgano oficial de este último. 
Fue prohibido en 1939 a causa de su apoyo al Pacto Germano-Soviético. Durante la ocupación de Francia por las tropas alemanas en 1940, fue publicado clandestinamente en forma de octavilla y desempeñó un papel importante en la Resistencia. Muchos de sus periodistas murieron en combate contra el ejército ocupante. Empezó a publicarse libremente de nuevo a partir del 21 de agosto de 1944, durante la liberación de París. 
Desde los años 1990, L'Humanité pasa por una mala situación económica que amenaza con acabar con el diario. Ello se debe principalmente a que inserta poca publicidad en sus páginas y a que las subvenciones del Estado francés a los diarios de opinión se han recortado. La publicación ha venido sobreviviendo gracias a las aportaciones de lectores y simpatizantes, y a los beneficios que obtiene con la Fête de l'Humanité (fiesta de la Humanidad), que se celebra anualmente en París. Ha abierto su capital a una asociación, Les Amis de l'Huma (los amigos de l'Huma), y también a la cadena de televisión TF1 y a otras empresas. El símbolo de la hoz y el martillo ha desaparecido de su portada y el diario ya no está directamente ligado al Partido Comunista.